# Maladera maedai
Maladera maedai är en skalbaggsart som beskrevs av Shuhei Nomura 1974. Maladera maedai ingår i släktet Maladera och familjen Melolonthidae. Inga underarter finns listade i Catalogue of Life.